# 第八星形二十面體
在幾何學中，第八星形二十面體是一種星形二十面體，即正二十面體的星形化體，為正二十面體的面向外延伸並相交所形成的第八種立體，其外觀看起來像是移除了楔形邊的大二十面體、:54或向內凹陷的小星形十二面體，在杜瓦記號中，這個立體可以用Fg2來表示。第八星形二十面體的第八是溫尼爾在其著作《多面體模型》中描述的第八種星形二十面體，而在《五十九種二十面體》中，完全星形二十面體編號為8，因此有時第八星形二十面體也會用來稱呼完全星形二十面體。:30–31

## 性質

### 構成
第八星形二十面體在杜瓦記號中可以用Fg2來表示，這代表其包含了星形二十面體中的F胞和g2胞，即從中間數來的第10和第11個胞。
| 星形二十面體中的胞 | 第八星形二十面體的胞 |

### 面的組成
組成第八星形二十面體的面與組成大二十面體的面類似，差別在於組成第八星形二十面體的面少掉了大二十面體的面之邊中間部分的一部分。星形多面體具有面自我相交的特性，因此這個立體的面有部分被其他面遮蔽，視覺上不可見。若只討論可見的部分，這個立體由120個鈍角三角形組成，其中些三角形可以分為兩組，每組60個三角形可以鏡射變換為另外一組的60個三角形。
| 組成第八星形二十面體 的面： 為三邊中心各少去一塊 的等邊三角形 | 第八星形二十面體 其中一個面以黃色表示 | 大二十面體 其中一個面以黃色表示 |

## 相關多面體

### 第五星形二十面體
第五星形二十面體是一個外觀與第八星形二十面體類似的星形二十面體。:51第五星形二十面體看起來類似中間挖空的第八星形二十面體。第五星形二十面體是溫尼爾在其著作《多面體模型》中描述的第五種星形二十面體，並編號為W30；而在《五十九種二十面體》中，第五星形二十面體編號為20。

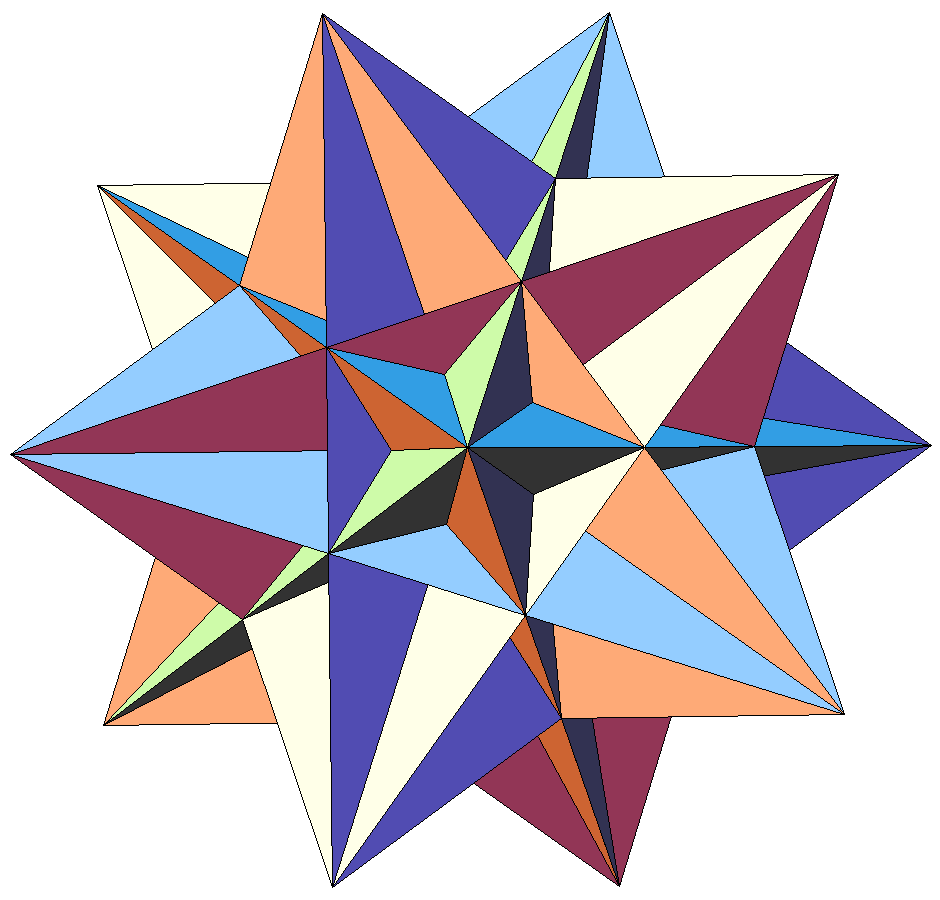
大二十面體
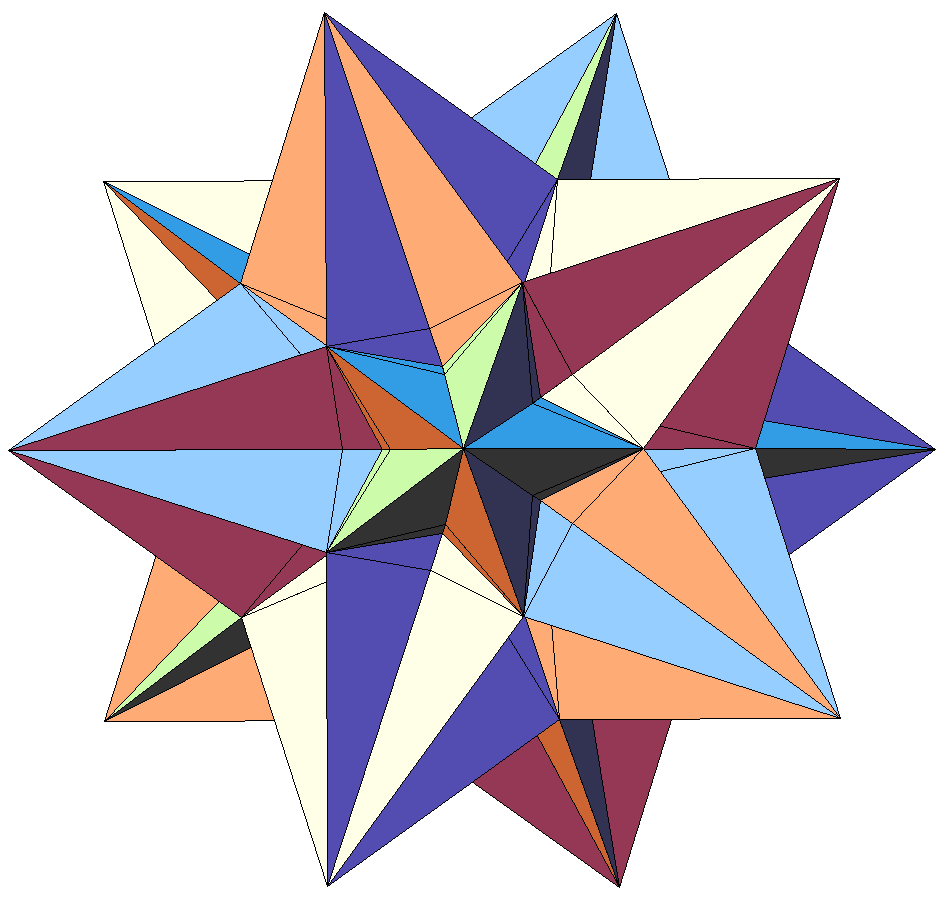
第八星形二十面體
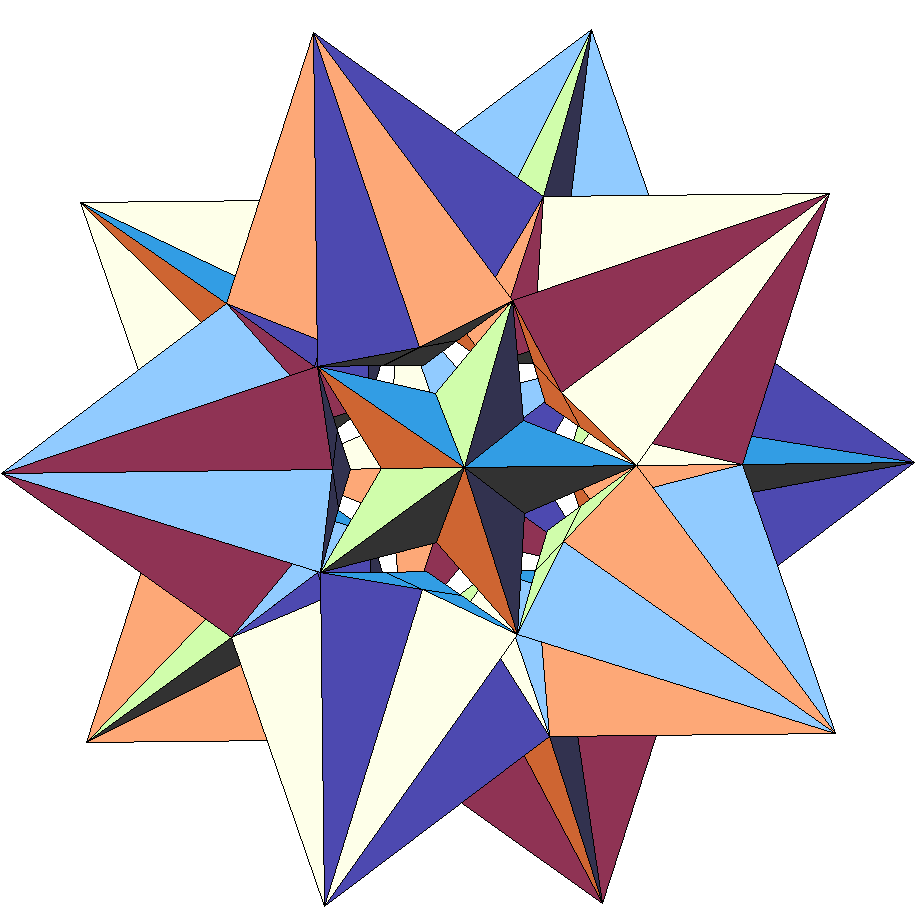
第五星形二十面體

第五星形二十面體在杜瓦記號中可以用f2g2來表示，這代表其包含了星形二十面體中的f2胞（F胞層的子胞）和g2胞，即從中間數來的第7個胞、第9個胞和第11個胞。
| 星形二十面體中的胞 | 第五星形二十面體的胞 |

### 大二十面體
第八星形二十面體外觀與大二十面體類似，差別僅在第八星形二十面體少掉了部分大二十面體中的星形二十面體之胞。大二十面體同樣是一種星形二十面體，由20個正三角形組成，其在非凸均勻多面體被編號為U53、在溫尼爾多面體模型被編號為W41，是四種星形正多面體之一，對偶多面體為大星形十二面體。

第八星形二十面體
大二十面體
大二十面體與第八星形二十面體的差異在第八星形二十面體缺少的部分以紅色表示

### 小星形十二面體

幾種可基於正十二面體構造而得的立體

第八星形二十面體外觀近似於面向內凹陷的小星形十二面體。小星形十二面體是一種由12個五角星面組成的星形正多面體，其不屬於星形二十面體，是為一種星形十二面體。這種立體可以三角化成其他立體：
|            |              |              |              |              |                  |
| 大二十面體 | 向內加入角錐 | （原始形狀） | 向外加入角錐 | 向外加入角錐 | 完全星形二十面體 |